# Spyros Savva
Spyros Savva (griechisch Σπύρος Σάββα, * 24. Januar 2000) ist ein zyprischer Leichtathlet, der sich auf den Speerwurf spezialisiert hat.

## Sportliche Laufbahn
Erste internationale Erfahrungen sammelte Spyros Savva im Jahr 2017, als er bei den Commonwealth Youth Games in Nassau mit einer Weite von 63,23 m den vierten Platz mit dem 700-Gramm-Speer belegte. 2019 wurde er bei den Spielen der kleinen Staaten von Europa in Bar mit 65,37 m Vierter und schied daraufhin bei den U20-Europameisterschaften in Borås mit 68,52 m in der Vorrunde aus. 2021 gelangte er bei den Balkan-Meisterschaften in Smederevo mit 72,30 m auf Rang sechs und verpasste anschließend bei den U23-Europameisterschaften in Tallinn mit 68,53 m den Finaleinzug. 2022 startete er bei den Mittelmeerspielen in Oran und wurde dort mit 67,14 m Zehnter und im Jahr darauf gewann er bei den GSSE in Marsa mit 66,20 m die Silbermedaille hinter dem Isländer Örn Davíðsson. Anschließend wurde er bei der 2. Liga der Team-Europameisterschaft im Rahmen der Europaspiele in Chorzów mit 69,67 m Zwölfter, ehe er bei den World University Games in Chengdu mit 69,43 m den Finaleinzug verpasste. 2025 wurde er bei der 2. Liga der Team-Europameisterschaft in Maribor mit 73,37 m Siebter, ehe er bei den Balkan-Meisterschaften in Volos mit 71,08 m den vierten Platz belegte. 
In den Jahren von 2017 bis 2021 und von 2023 bis 2025 wurde Savva zyprischer Meister im Speerwurf.